# آلفا پیاله
آلفا پیاله یک ستاره است که در صورت فلکی پیاله قرار دارد.